# Igor Kujawski
Igor Kujawski (ur. 1961) – polski aktor i reżyser dubbingowy.
W 1984 roku ukończył studia na wydziale aktorskim wrocławskiej filii PWST w Krakowie. Od 1 września 1984 roku aktor Teatru Polskiego we Wrocławiu. Współpracuje z Teatrem Rozrywki w Chorzowie, Wrocławskim Teatrem Lalek, Teatrem Miejskim w Gliwicach.
Jest współtwórcą Radiowego Teatru Sensacji oraz zajmował się również reżyserią dubbingu.

## Odznaczenia
- Srebrny Krzyż Zasługi (28 września 2010)[2].
- Brązowy Krzyż Zasługi (5 lipca 2004)[3].

## Filmografia

### Reżyseria dubbingu
- 2008: Łowcy smoków
- 2007: Happy Wkręt
- 2005–2007: Vipo i przyjaciele
- 2004: Łowcy smoków
- 2003–2005: Sekretny świat misia Beniamina
- 2003: Autobusy
- 2002: Kropelka – przygody z wodą
- 2002: Kosmiczna rodzinka
- 1998: Eckhart – mysz o wielkim sercu
- 1994: Tabaluga i Leo
- 1988–2005: Nowy Testament

oraz
- Tomek i Tunia

### Polski dubbing
- 2007: Happy Wkręt − Olbrzym
- 2004: Łowcy smoków

### Teksty piosenek
- 1994: Tabaluga i Leo

### Aktor
- 1981: Wielki bieg – zawodnik
- 1983: Szaleństwa panny Ewy – malarz Rogalik (odc.3)
- 1984: Trzy młyny – obsada aktorska (odc.3)
- 1985: Kukułka w ciemnym lesie – więzień numer 16710
- 1986: W zawieszeniu – kapral
- 1986: Republika nadziei – członek niemieckiej Rady Żołnierskiej
- 1986: Na kłopoty… Bednarski – Leszek Borowski (odc.2)
- 1987: Sławna jak Sarajewo – gestapowiec Klempner
- 1987: Cienie – Niemiec z Werwohlu
- 1988: Mistrz i Małgorzata – Abbadona (odc.3)
- 1989: Trumph of the spirit – oficer SS
- 1989: Powrót wabiszczura – przejezdny kierowca ciężarówki
- 1989: Konsul – Roman Białas
- 1991: Ósmy krąg (spektakl telewizyjny) – obsada aktorska
- 1991: Herkules i stajnia Augiasza (spektakl telewizyjny) – obsada aktorska
- 1993: Mały program w bufecie kolejowym (spektakl telewizyjny) – Fasulko
- 1995: Kasia z Heilbronnu (spektakl telewizyjny) – mężczyzna
- 1995: Aktor (spektakl telewizyjny) – książę Filemon
- 1996: Życie Galileusza – Indywiduum
- 1996: Improwizacje Wrocławskie (spektakl telewizyjny) – Saint-Ysles
- 1997: Marion du Faouët chef des voleurs – obsada aktorska
- 1997: Czary obelisk (spektakl telewizyjny) – Henryk
- 1998: Kartoteka rozrzucona (spektakl telewizyjny) – ojciec II
- 1999: Życie jak poker – patolog
- 1999: Historia PRL według Mrożka (spektakl telewizyjny) – Komendant obozu / Beta
- 2001: Przemiana 1999 (spektakl telewizyjny) – strażnik I
- 2002: Świat według Kiepskich
  - doktor (odc.123)
  - profesor (odc.125)
- 2003: Marcinelle – Consigliere Re
- 2004: Fala zbrodni – Antoni Barnau, zabójca prostytutek (odc.17)
- 2005−2006: Na Wspólnej – Tadeusz Jezierski (odc.507,513,518,528,529,642,655)
- 2005: Bulionerzy – porucznik Sroka (odc.29)
- 2005: Auschwitz. Naziści i „ostateczne rozwiązanie” – obsada aktorska (odc.3)
- 2006: Warto kochać – Piotrowski
- 2006: Tango z aniołem – notariusz Nicolas Grandville
- 2007: Pierwsza miłość – Zalewski
- 2007: Przypadek Klary (spektakl telewizyjny) – Gotfryd
- 2009: Zwerbowana miłość – lekarz
- 2010: Pierwsza miłość – wychowawca domu dziecka
- 2011: Pierwsza miłość – psycholog w Poradni Małżeńskiej
- 2011: Głęboka woda – urzędnik Fikas (odc.1)
- 2013: Prawo Agaty – dyrektor klinik (odc.43)
- 2013: Głęboka woda – urzędnik Fikas (Odc.7,12 sezon II)
- 2014: Lekarze (serial telewizyjny) – profesor Wiktor Aleksandrowicz (odc.50-51)
- 2015: Nie jesteś zły (etiuda szkolna) – marszand
- 2015: Pierwsza miłość – Wiśniewski, klient M&G Commerspol, gdzie pracowała Jowita Kaczmarek
- 2015: M jak miłość – Jan, znajomy Marty (odc.1181,1190)
- 2016: Szczęście świata – lekarz w roku 1952
- 2016: Ojciec Mateusz – mecenas Helmut Arndt (odc.210)
- 2016: Komisja morderstw – profesor Marzec (odc.2)
- 2016: Jestem mordercą – sędzia Tadeusz Wroński
- 2016: Historia o ożywionych obrazach – Mikołaj Sieniawski
- 2016: Artyści (serial telewizyjny) – Igor Kurczab (odc.4-5,7-8)
- 2017: Najlepszy – spiker
- 2017: Na dobre i na złe – ojciec Antoniego (odc.674)
- 2017: Komisarz Alex – Tomasz Krasiński (odc.111)
- 2018: Lombard. Życie pod zastaw – Kornel, mąż Marzeny
- 2018: Plagi Breslau – policjant
- 2018: W rytmie serca – ojciec porucznik Igi Stępień (odc.19)
- 2019: Odwróceni. Ojcowie i córki – Kubica (odc. 6)
- 2019: Piłsudski – Landau